# 抜錨
「抜錨」（ばつびょう）は、日本のボカロP・ナナホシ管弦楽団制作のVOCALOID楽曲。2018年6月13日に発表され、ボーカルシンセサイザー・巡音ルカが歌唱する。

## 概要
2018年6月13日にYouTube、ニコニコ動画にて配信開始。
- 2017年11月12日に発売されたアルバム、『パワード・ワード・ワールド』に収録[2]。
- 2022年9月2日には、再生回数がミリオン達成。
- 2024年6月3日よりリズムゲームプロジェクトセカイ カラフルステージ feat. 初音ミクに追加[3]。